# Alfonso Romero Holmes
Alfonso Romero Holmes  (Barcelona: 28 de mayo de 1965) es un Gran Maestro de ajedrez español. En la lista de ELO de enero de 2008 de la FIDE tiene 2526 puntos siendo el décimo entre los españoles. En la lista de la Federación Española de Ajedrez ocupa el séptimo puesto con 2527 puntos de ELO.

## Primeros años
En 1983 termina subcampeón de Cataluña absoluto y en 1984 gana el Campeonato de España juvenil. En 1985 fue subcampeón de Europa juvenil en Groninga, gracias al cual consigue el título de Maestro Internacional. En 1987 vence el Campeonato de España de ajedrez absoluto. En 1995 consigue el título de Gran Maestro internacional de ajedrez.

## Campeonatos de España
Ganó el campeón de España absoluto en 1987 superando al maestro internacional Juan Carlos Gil Reguera.
Además ha participado en otros campeonatos de España:
- En 2006 terminó cuarto del Campeonato de España de ajedrez rápido.
- En 2007 fue tercer tablero de Cataluña en el Campeonato de España de selecciones autonómicas, venciendo el torneo por equipos, haciendo 3.5/6 puntos.

También ha participado en los últimos años en el Campeonato de España de Clubes. Sus resultados han sido:
- 2004: Quinto tablero del C.A. Reverté Albox, 3º de División de Honor, 3/5 (+3 =0 -2).
- 2005: Octavo tablero del C.A. Intel Tiendas UPI, 4º de División de Honor, 3.5/6 (+2 =3 -1).
- 2006: Quinto tablero del C.A. Ancla-Cofiman, 4º en el Grupo I de División de Honor, 1.5/4 (+1 =1 -2).
- 2007: Tercer tablero del C.A. Sestao Naturgas Energía, 1º en la Primera División Sur, 4.5/6 (+4 =1 -1).

## Competiciones oficiales internacionales por equipos
Ha participado con España en cinco Olimpíadas de ajedrez, realizando 27.5/46 (+21 =13 - 12) puntos, consiguiendo una medalla de bronce. Sus resultados detallados son:
- Dubái en 1986: Segundo reserva, 24.º por equipos, 6/10 (+5 =2 -3).
- Novi Sad en 1990: Tercer tablero, 31.º por equipos, 6.5/10 (+5 =3 -2).
- Manila en 1992: Segundo tablero, 41.º por equipos, 4/9 (+2 =4 -3).
- Bled en 2002: Tercer tablero, 19º por equipos, 7.5/10 (+7 =1 -2). Medalla de bronce individual en el tercer tablero.[5]
- Calviá en 2004: Primer reserva, 10º por equipos, 3.5/7 (+2 =3 -2).

También participó en el Campeonato de Europa de ajedrez por equipos en Plovdiv del año 2003, como cuarto tablero de España, terminando séptimo por equipos, haciendo 0/3.

## Estilo de juego
Alfonso Romero tiene un estilo de juego directo y agresivo. Con blancas prefiere el juego abierto, jugando fundamentalmente la Apertura española y con negras juega la Defensa siciliana y la Defensa india de rey.

## Partidas notables
Yefim Géler-Alfonso Romero Holmes, Palma de Mallorca (1989), Defensa india de rey (E62) 1.Cf3 d6 2.d4 Cf6 3.g3 g6 4.Ag2 Ag7 5.O-O O-O 6.c4 c6 7.Cc3 Da5 8.h3 Da6 9.b3 b5 10.cxb5 cxb5 11.Cd2 Ab7 12.e4 Cfd7 13.Ce2 Cc5 14.Dc2 Cc6 15.Ab2 Cb4 16.Db1 Cbd3 17.Td1 b4 18.Cc1 Cxb2 19.Dxb2 f5 20.a3 bxa3 21.Txa3 Dc6 22.Cc4 0-1

## Libros Publicados
Ha escrito los siguientes libros:
- Linares 98, editorial La Casa del Ajedrez, ISBN 84-923612-0-4, año 1998.
- Técnica creativa en el medio juego, editorial La Casa del Ajedrez, ISBN 84-923612-3-9, año 2000.
- Problemas de estrategia (aperturas cerradas), editorial Chessy, ISBN 84-934104-5-4, año 2005, en colaboración con Amador González de la Nava.
- Estrategia creativa en el medio juego, editorial Chessy, ISBN 978-84-609-0989-7, año.